# 岩橋勇二
岩橋 勇二（いわはし ゆうじ、1983年4月20日 - ）は、地方競馬のホッカイドウ競馬田中淳司厩舎所属の騎手である。鳥栖市立基里中学校卒業。地方競馬教養センター騎手課程第74期生。

## 来歴
2001年9月29日付けで地方競馬騎手免許を取得し、佐賀競馬場的場信弘厩舎からデビュー。同年10月17日第12回佐賀競馬1日目第8競走C1条件戦シャインダイオーで初騎乗（10頭立て5番人気9着）。同年11月3日第13回佐賀競馬1日目第9競走イヌワシ特設（アラブ系B2）をツキガタオーで優勝（10頭立て3番人気）し、初勝利。
2003年にホッカイドウ競馬に移籍。
2004年3月21日第18回全日本新人王争覇戦出場（12人中8位）。
2005年7月14日第2回旭川競馬3日目第11競走第5回華月賞をドリームチャッターで優勝（11頭立て2番人気）し、重賞初制覇。同馬ではほかに岩手県競馬に遠征して8月21日第6回水沢競馬2日目第10競走第19回ひまわり賞、続く10月9日第7回盛岡競馬5日目第10競走第31回ビューチフル・ドリーマーカップも優勝し、重賞競走を3連勝している。
2005年9月11日第2回札幌競馬2日目第4競走2歳500万下でコンゴウヒルズに騎乗し、中央競馬初騎乗（14頭立て10番人気8着）。
2008年8月13日第6回旭川競馬5日目第7競走D2-1組条件戦をヴィゼで優勝（11頭立て9番人気）し、地方通算100勝達成。同年12月17日から2009年2月20日まで名古屋競馬場で期間限定騎乗を行った。期間中の所属は瀬戸口悟厩舎。
2010年2月9日、10日に荒尾競馬場で実施されたウインタージョッキーズ競走に参戦した。
成田春男調教師の勇退により、2011年2月15日付けで田中淳司厩舎所属となった。
2014年度に101勝を挙げホッカイドウ競馬のリーディングジョッキーに輝く。
2015年8月、ワールドオールスタージョッキーズに出場（14位）。
地方通算成績は9920戦1050勝・2着1047回・3着1000回・勝率10.6%・連対率21.1%（2023年6月18日現在）
中央競馬11戦0勝

## 主な騎乗馬
- ドリームチャッター（2005年華月賞、ひまわり賞、ビューチフル・ドリーマーカップ）
- ジュークジョイント （2008年北上川大賞典）[12]
- ビューティーリヨ（2011年王冠賞）
- カイカヨソウ（2012年ブリーダーズゴールドジュニアカップ）
- ポップレーベル（2013年ブリーダーズゴールドジュニアカップ）
- シャイニングサヤカ（2013年ビューチフル・ドリーマーカップ）
- カクシアジ（2013年プリンセスカップ）
- グランヴァン（2014年エトワール賞）
- コパノハート（2014年フルールカップ）
- サンバビーン（2015年ノースクイーンカップ、ビューチフルドリーマーカップ）
- クリーンエコロジー（2015年エトワール賞）
- タイセイバンデット（2017年グランシャリオ門別スプリント、エトワール賞）
- ソイカウボーイ（2017年サッポロクラシックカップ）
- エグジビッツ（2017年プリンセスカップ、2018年留守杯日高賞）
- スズカユース（2018年フローラルカップ）
- メイショウアイアン（2018年絆カップ）
- モリノブレイク（2019年南部駒賞）
- ルールソヴァール（2020年旭岳賞）
- スピーディキック（2021年リリーカップ、エーデルワイス賞）
- スペシャルエックス（2022年イノセントカップ、2023年グランシャリオ門別スプリント、2024年ポラリスサマースプリント、道営スプリント）
- ラビュリントス（2022年ジュニアグランプリ【岩手】）
- ストリーム（2023年栄冠賞、2024年ネクストスター北日本、グランシャリオ門別スプリント、ウポポイオータムスプリント）
- ベラジオゼロ（2024年栄冠賞）

出典: